# Liste der Nummer-eins-Hits in den Rhythmic Airplay Charts (1997)
| Singles |
| --- |
| - Toni Braxton - Un-Break My Heart - 8 Wochen (21. Dezember 1996 – 14. Februar 1997, insgesamt 9 Wochen; siehe 1996) - En Vogue - Don’t Let Go - 1 Woche (15. Februar – 21. Februar) - Spice Girls - Wannabe - 5 Wochen (22. Februar – 28. März) - Mark Morrison - Return of the Mack - 4 Wochen (29. März – 25. April, insgesamt 9 Wochen) - BLACKstreet - Don’t Leave Me - 3 Wochen (26. April – 16. Mai, insgesamt 4 Wochen) - Mark Morrison - Return of the Mack - 1 Woche (17. Mai – 23. Mai, insgesamt 9 Wochen) - BLACKstreet - Don’t Leave Me - 1 Woche (24. Mai – 30. Mai, insgesamt 4 Wochen) - Mark Morrison - Return of the Mack - 4 Wochen (31. Mai – 27. Juni, insgesamt 9 Wochen) - Puff Daddy & Faith Evans feat. 112 - I’ll Be Missing You - 5 Wochen (28. Juni – 1. August) - Will Smith - Men in Black - 8 Wochen (2. August – 26. September) - Mariah Carey - Honey - 3 Wochen (27. September – 17. Oktober) - Usher - You Make Me Wanna... - 12 Wochen (18. Oktober 1997 – 9. Januar 1998, insgesamt 13 Wochen; siehe 1998) |